# Hubous
El Hubous (en árabe: al-Hubous o حَي الأَحْباس Hay al-Aḥbās), coloquialmente Habous, es un barrio de la ciudad de Casablanca, Marruecos. Su desarrollo se remonta a 1916, en los primeros años del protectorado francés. El barrio alberga el Ministerio de Asuntos Islámicos marroquí, así como librerías de importantes editoriales marroquíes y árabes. Los numerosos edificios tradicionales e históricos también hacen de Hubous un destino turístico popular.

## Historia
En 1916, casi una década después de la invasión y ocupación francesa de Casablanca y cuatro años después del establecimiento oficial del protectorado francés, el urbanista elegido personalmente por el general Lyautey, Henri Prost, y su equipo decidieron construir, al este del nuevo centro, una "nouvelle ville indigène", un nuevo desarrollo urbano para los musulmanes que incluye un palacio para el sultán.
Un judío marroquí llamado Haim Ben-Dahan, comerciante de cereales y financiero, era dueño de la tierra y se la regaló al sultán. Sin embargo, no era aceptable que un judío regalara tierras al sultán, por lo que se estableció una administración de propiedades religiosas, ahora el Ministerio de los Habús y Asuntos Islámicos, para recibir y administrar las tierras, y aún hoy las posee.

## Edificios
- Palacio Real de Casablanca, construido en la década de 1920.[5]
- Mahkamat al-Pasha, construida entre 1941 y 1942.[6]
- Mezquita Muhammadi, que fue diseñada por Cadet y construida entre 1934 y 1936.[7]